# ワヒド・ファギル
ワヒドゥラー・ファギル（Wahidullah Faghir, 2003年7月29日 - ）は、デンマーク・南デンマーク地域ヴァイレ出身のサッカー選手。デンマーク・スーペルリーガ・FCノアシェラン所属。ポジションはFW。

## クラブ経歴
2009年に地元のヴェイレBKのユースアカデミーに入所。2018年10月に15歳でプロ契約を締結。2020年にトップチームに昇格。6月13日のデンマーク・ファーストディビジョン (2部リーグ)のコリングIF戦でプロデビューを飾ると、続く21日のヴィドーヴェIF戦では、プロ初先発で前半12分にプロ初ゴールを決め、試合も5-3で勝利。プロ1年目の2019-20シーズンは10試合で3ゴールを決め、デンマーク・スーペルリーガ昇格に貢献。初のトップリーグとなった2020-21シーズンも6ゴールを決めるなど、国外の有力チームの注目の的になり、2021年8月にはVfBシュトゥットガルトが、ファギルの獲得に迫っていると報じられ
た。
2021年8月31日、シュトゥットガルトと4年契約を締結したことが発表された。
2022年9月1日、母国のFCノアシェランへ2023年6月までの期限付き移籍をした。

## 代表経歴
プロデビュー前の2018年から、各ユース世代のデンマーク代表に随時招集。2021年には飛び級でU-21代表に招集され、UEFA U-21欧州選手権2021に出場。準々決勝のドイツ戦では先制ゴールを決めるも、その後追いつかれ、PK戦の末に敗れた。

## 人物
- 2021年1月、UEFAが選ぶ「2021年に注目すべき若手選手50人」の一人に選出された[6]。